# カルバペネム系抗生物質

カルバペネムの骨格構造

カルバペネム系抗生物質（カルバペネムけいこうせいぶっしつ）とは、β-ラクタム系抗生物質に通常存在する硫黄が炭素に置換された骨格をもつ抗菌薬である。β-ラクタム系抗生物質と同様に細胞壁構築阻害作用があり殺菌的に働くとされている。その特徴は多くの細菌に対して効果があり、広域であるという点である。カルバペネム骨格はペネム骨格に比べさらに化学的に不安定なため、臨床的には必ずしも細菌作用が強く表れない。また広域であるが細胞壁構築阻害である以上、細胞壁のないマイコプラズマや、ペプチドグリカンを持たないクラミジアには効果はなく、腸球菌にも静菌的に働く。

## 代表的な薬物
Enterococcus faecium、フラボバクテリア、コアグラーゼ陰性ブドウ球菌、Clostridioides difficile、MRSA、マイコプラズマ、コリネバクテリア、クラミジア、Stenotrophomonas maltophilia、マイコプラズマ、Burkholderia cepacia、レジオネラなどを狙ってもちいることは考えにくい。
- イミペネム水和物・シラスタチンナトリウム（チエナム、イミスタン、他）
- パニペネム・ベタミプロン（カルベニン）
- メロペネム水和物（メロペン、他）
- ドリペネム（英語版）水和物（フィニバックス）
- ビアペネム（オメガシン）

適応症は、敗血症、感染性心内膜炎、外傷・熱傷及び手術創等の二次感染、など各種感染症で重症なもの。点滴静注用のバッグやキットと筋注用粉末がある。
経口剤も存在するが、点滴のカルバペネム系抗生物質とは扱い方が異なる。
- テビペネムピポキシル（オラペネム小児用細粒）

適応症は肺炎、中耳炎、副鼻腔炎

## 禁忌
1. ショックの既往歴のある患者には用いない
2. バルプロ酸ナトリウム投与中の患者に用いない（バルプロ酸の血中濃度が低下し、てんかんの発作が再発することがある。 機序不明）